# Rue Fraikin (Bruxelles)
Pour les articles homonymes, voir Rue Fraikin.
La rue Fraikin (en néerlandais : Fraikinstraat) est une rue bruxelloise de la commune de Schaerbeek qui va de la place du Pavillon au carrefour de l'avenue Maréchal Foch et de l'avenue Voltaire.
La numérotation des habitations va de 1 à 59 pour le côté impair et de 2 à 38 pour le côté pair.
La rue porte le nom d'un sculpteur belge, Charles Fraikin, né à Herentals le 14 juin 1817 et décédé à Schaerbeek le 22 novembre 1893.
Construite dans les années 1880, la rue ne comportait initialement que le côté sud, dont les maisons disposées en arc de cercle donnaient sur les champs. Le côté nord ne fut construit que dans les années 1920.